# Obrazovanje u Austriji
Obrazovni sustav u Austriji reguliran je na saveznom nivou, tako da su sve škole širom Austrije, osim alternativnih, jednake. U nadležnosti Ministarstva obrazovanja je i obrazovanje nastavnika i održavanje škola. 

## Povijest
U prošlosti je obrazovanje bilo privilegija visokih slojeva društva i zadaća vjerskih institucija i monaha, koji su poučavali ljude. 1774. godine potpisivanjem prvog Školskog pravilnika, Marija Terezija postavlja osnovu austrijskog školskog sustava, koji se širi carstvom i u svojim načelima ostaje nepromijenjen do danas. 
Pravilnik određuje šestogodišnje obvezno školovanje, upotrebu istovjetnih udžbenika i reguliranje obrazovanja učitelja. Prijestolonasljednik Josip II. reformira školstvo i nalaže gradnju škola. Franjo Josip I. 1848. godine formira prvo Ministarstvo javnog školstva, koje 1849. biva preimenovano u Ministarstvo kulture i obrazovanja.
Kasnijim reformama 1869. godine, školska obveza se sa šest produljuje na osam godina, smanjuje se broj učenika u razredima, obrazovanje konačno prelazi u nadležnost države i regulira se obrazovanje djevojčica, koje po drukčijem programu, apsolviraju osmogodišnje školovanje.
Međutim, prva Ženska gimnazija bit će otvorena tek 1892. godine. Od 1901. bit će dozvoljeno da djevojke posjećuju neke fakultete.
1918. godine tajnik za obrazovanje pri Ministarstvu, Otto Glöckel, provodi značajnu reformu školstva, koja je na snazi i danas, da svako dijete, neovisno o spolu i socijalnom statusu, treba imati optimalno obrazovanje.
1927. godine uvodi se viša osnovna škola za djecu od 10 do 14 godina. 1932. godine stupaju novi planovi na snagu. Tih godina već su 30% učenika djevojčice, a 5% nastavnog osoblja čine žene, usprkos činjenici da se učiteljice nisu smjele udavati.
U vrijeme nacizma, nakon 1938. godine, mogućnosti obrazovanja, osobito djevojkama, su ograničene. Školstvo je u potpunosti podređeno politiziranom i ideologiziranom sustavu, čiji je zadatak, između ostalog, širenje nacionalističkih ideja.
Krajem rata, pod upravom saveznih sila, u Austriji će biti zabranjeni svi prije važeći školski zakoni i planovi. Tek 1955. odlaskom saveznika, Austrija počinje s vlastitom obrazovnom politikom, zasnovanom na starim tradicijama.
1962. godine novim odredbama, školska obveza se produljuje na devet godina. Za nastavnike je obvezno obrazovanje na pedagoškoj akademiji. 1974. godine stupa na snagu Zakon o školstvu, koji je i danas na snazi.
1975. uvedena je koedukacija, a od 1979. se dječaci i djevojčice ne odvajaju na nastavi ručnog rada ili športa u nižoj osnovnoj školi. 1982. ratificirana je Konvencija o uklanjanju svakog oblika diskriminacije žene.
Od 1993. za učenike sa smetnjama u učenju postoji mogućnost da posjećuju integrativnu nastavu, znači zajedno s ostalim učenicima.
2000. godine austrijski obrazovni sustav se po PISA studiji nalazi na sredini ljestvice europskih zemalja, što nije zadovoljilo očekivanja. 
Od 2007. uređeno je obrazovanje nastavnika. Pedagoške akademije, stručne akademije, religijski pedagoški instituti i pedagoški instituti objedinjeni su u pedagoške visoke škole. Ovdje se obrazuju i dalje školuju svi nastavnici, osim onih viših škola, za koje je obvezno fakultetsko obrazovanje.

## Školska uprava
Zadaci Ministarstva su:
- osnivanje škola
- održavanje škola
- raspuštanje škola
- obrazovanje i daljnje školovanje nastavnika
- nostrificiranje stranih diploma

U saveznim pokrajinama Ministarstvo zastupaju pokrajinska školska vijeća. Nadležni su za:
- nadzor škola
- saveznu pomoć učenicima
- upravu saveznih škola i njihovih nastavnika

## Školska obveza
Nastava je obvezna za svu djecu koja u Austriji dulje borave. Počinje u rujnu one godine u kojoj dijete napuni šest godina. Obvezno pohađanje nastave traje devet godina pohađanjem:
- državne škole
- privatne škole
- kućne nastave ili škole u inozemstvu

## Vrste odgojnih i obrazovnih institucija
Novorođena djeca do 3 godine mogu posjećivati jaslice. Nakon treće godine dio djece posjećuje vrtić, koji nije obvezan. Sa šestom godinom života počinje školska obveza. Ako se pri upisu u nižu osnovnu školu (Volksschule), iskaže potreba, zbog nezrelosti i nepripremljenosti za školu, roditeljima i djetetu se savjetuje posjet predškolskom razredu.
Nakon četiri godine niže osnovne škole, posjećuje se četiri godine viša osnovna škola ('Hauptschule) ili općeobrazovna viša škola (Algemeinbildende höhere Schule (AHS)), za upis u koju je potreban dobar uspjeh ili položen prijemni ispit. Za djecu s poteškoćama u učenju postoje [specijalne škole (Sonderschule).
Nakon završenih osam godina, nudi se, ovisno od sklonosti i uspjehu, više mogućnosti:
- Viša realna gimnazija (Oberstufenrealgymnasium),
- Viša stručna škola (Berufsbildende höhere Schule (BHS)),
- Obrazovna ustanova za predškolsku, odnosno socijalnu podagogiju (Bildungsanstalt für Kindergarten- bzw. Sozialpädagogik),
- Srednja stručna škola (Berufsbildende mittlere Schule ),
- Politehnička škola (Polytechnische Schule) s daljnjom zanatskom stručnom školom  (Berufslehre),

Prve tri škole u nizu završavaju ispitom zrelosti, te maturom, što omogućuje upis na fakultet. 
Podjela na predškolski odgoj, primarno obrazovanje, sekundarno niže obrazovanje, sekundarno više obrazovanje, postsekundarno obrazovanje i tercijarno obrazovanje je po ISCED (International Standard Classification of Education) UNESCO-ovim odredbama.

### Niža osnovna škola
Roditelji i skrbnici djece koja su školski obveznici moraju djecu prijaviti radi upisa kod nadležne škole. Najčešće je to škola koja je u istom okrugu u kom dijete stanuje, tj. najbliža škola. Za 1. stupanj (1. i 2. razred) učenici imaju 3 godine vremena. To znači da se djeci, koja još nisu dovoljno pripremljena za svladavanje školske svakodnevice, daje vrijeme koje trebaju, pohađanjem predškolskog razeda ili ponavljanjem 1. ili 2. razreda. I u tom slučaju školska obveza završava s navršenom petnaestom godinom života.
Moguć je i prijevremeni prijem za djecu koja šestu godinu pune između 1. rujna i 31. prosinca, ako to roditelji zatraže i ako djeca time nisu preopterećena. Od školske 2003./04. nastavnim planom je predviđen jedan živi strani jezik, od 1. razreda kao obvezan predmet.
U četvrtom razredu se roditelje podrobnije obavještava o uspjehu djeteta, kako bi se na osnovu pokazanih sklonosti i uspjeha, razmislilo i odlučilo o daljnjem obrazovnom putu. 
Uvjet za upis u višu osnovnu školu je završen četvrti razred, dok je za upis u općeobrazovne više škole neophodan uspjeh "vrlo dobar" ili "odličan" iz njemačkog jezika, matematike i prirode i društva ili zaključak nastavničkog vijeća niže osnovne škole da postoji velika vjerojatnost da će učenik uspjeti odgovoriti zahtjevima općeobrazovne više škole ili položen prijemni ispit.
Sustav ocjenjivanja se dijeli na: verbalni, opisni, brojčani i kombinirani. U četvrtom razredu svi učenici bivaju brojčano ocjenjeni za uspjeh i to:
- 1 za odličan (sehr gut),
- 2 vrlo dobar (gut),
- 3 dobar (befriedigend),
- 4 dovoljan (genügend)
- 5 nedovoljan (nicht genügend)

Učenicima se najkasnije u četvrtom razredu uručuju svjedodžbe.

### Viša osnovna škola
Višu osnovnu školu posjećuju učenici od desete do četrnaeste godine. Ona fleksibilno odgovara potrebama učenika i njihovim sklonostima, ali i regionalnim potrebama. Svaka škola ima mogućnosti u određenom okviru, prilagoditi svoju ponudu nastavnih predmeta svojoj specifičnoj situaciji, sve do izdavanja autonomnih nastavnih planova. Tako nastaju učilišta s jezičnim, umjetničkim, športskim, prirodno-tehničkim, ekološkim, obavještajnim itd. težištem.
Za nastavne predmete: njemački jezik, matematiku i strani jezik (gotovo isključivo engleski), postoje skupine po uspješnosti (Leistungsgruppe), kojima se omogućava ciljan pedagoški rad, vodeći računa o sposobnostima učenika. Nastava se pri tom izvodi u manjim skupinama, a normativi 1. grupe odgovaraju onima u općeobrazovnoj višoj školi. Za obvezne predmete, u slučaju potrebe, nudi se dopunska nastava.
U 3. i 4. razredu obraća se posebna pažnja daljem obrazovanju, putem profesionalne orijentacije, na danima stručne prakse, posjetama firmama ili ekskurzijama. S odgovarajućim uspjehom po završetku četverogodišnjeg školovanja, postoji mogućnost prijelaza u općeobrazovne više škole, srednje i više stručne škole. 

### Politehnička škola
Ovaj oblik škole nastavlja se na 8. školski stupanj i traje jednu godinu. U ovoj školi se učenici pripremaju za profesionalni život, s općim obrazovanjem i profesionalnom orijentacijom. 
Cilj dana provedenih na praksi i upoznavanja poslovnog svijeta je pomoć u izboru zanimanja. Njemački jezik, matematika i engleski jezik izvode se u skupinama uspješnosti ili u stručnim sklonosnim skupinama. Svaki učenik, uz obvezne nastavne predmete u obujmu od 19 sati tjedno, ima mogućnost izbora jednog od sedam sklonosnih područja, u obujmu od 15 sati tjedno. 

### Specijalna škola
Specijalana škola obuhvaća osam ili, s politehničkom školom, devet školskih stupnjeva u deset područja. S djecom rade nastavnici školovani za rad s hendikepiranim učenicima, uz primjenu individualnih nastavnih metoda, koje omogućavaju svladavanje daljnjeg profesionalnog obrazovanja ili nastavljanje školovanja. Specijalne škole rade po vlastitom nastavnom planu i dijele se u: 
- opće specijalne škole, koje postepeno nestaju ustupajući mjesto integrativnim razredima u obveznim školama
- specijalne škole za tjelesno hendikepiranu djecu
- specijalne škole za djecu s govornom manom
- specijalne škole za djecu oštećenog vida
- specijalne škole za nagluhu djecu
- specijalne škole za teškoodgojnu djecu
- specijalne škole pri lječilištima

Teži se da se što veći broj učenika ovih škola, nakon završetka školovanja, uključi u svakodnevni život. Veliki je broj firmi koje usko surađuju sa školama, zapošljavanjem učenika s teškoćama u učenju, kao i socijalnih organizacija, čiji je zadatak pružanje pomoći i posredovanje na burzi rada.

### Općeobrazovne više škole
Općeobrazovna viša škola (gimnazija) obuhvaća četverogodišnji niži i četverogodišnji viši stupanj i završava ispitom zrelosti, maturom, kojom se stječe pravo na daljnji studij ili pravo na zaposlenje u javnim službama.
Uvjet za prijem u općeobrazovne više škole je uspjeh "vrlo dobar" ili "odličan" iz njemačkog jezika, matematike i prirode i društva, zaključak nastavničkog vijeća niže osnovne škole da postoji velika vjerojatnost da će učenik uspjeti odgovoriti zahtjevima općeobrazovne više škole ili položen prijemni ispit.
Prelazak u razrede višeg stupnja moguć je iz više osnovne škole, s postignutim uspjehom "odličan" ili bilješkom da nastavu glavnih predmeta učenik treba pohađati u okviru prve grupe uspješnosti, s najnižom ocjenom "zadovoljava" iz ostalih predmeta ili nakon položenog prijemnog ispita, ako su ocjene iz glavnih predmeta u drugoj skupini uspješnosti bile lošije od ocjene "vrlo dobar".
Od 1. do 3. razreda (niži stupanj) nastavni plan i program je isti za sve vrste škola. U 3. i 4. razredu granaju se:
- gimnazija (Gymnasium), s nastavom latinskog jezika,
- realna gimnazija (Realgymnasium), s nastavom geometrije, većim brojem sati matematike i fizike, općom tehničkom naobrazbom ili tekstilnim radom,
- ekonomska realna gimnazija (Wirtschaftskundliches Realgymnasium), s više nastave kemije, općom tehničkom naobrazbom ili tekstilnim radom.

Nastava engleskog jezika je obvezna u svih osam razreda, na nižem i višem stupnju.
Na višem stupnju razlikuju se:
- gimnazija; s nastavom latinskog jezika, a od 5. razreda i grčki ili neki drugi živi strani jezik
- realna gimnazija; više matematike, latinski jezik od 5. razreda ili drugi živi strani jezik, više sati geometrije, biologije i ekologije, kemije i fizike,
- ekonomska realna gimnazija; od 5. razreda drugi živi strani jezik ili latinski, ekonomija domaćinstva i prehrana, više geografije i ekonomije, psihologije i filozofije s praktičnim radom.

U 7. i 8. razredu svih gimnazija, biraju se obvezni nastavni predmeti u obujmu od 8 do 12 sati.
Po nešto izmijenjenom programu djeluju i:
- općeobrazovne više škole s težištem na umjetničkom ili športskom obrazovanju
- dopunska gimnazija, u koju je upis moguć bez starosnih ograničenja
- gimnazije za zaposlene, s večernjom nastavom u trajanju od 9 semestara
- Savezna gimnazija za Slovence Klagenfurt, nastava se izvodi na slovenskom jeziku
- Dvojezična savezna gimnazija Oberwart, nastava se izvodi i na hrvatskom i mađarskom jeziku
- Školski dom za učenike na zanatskom obrazovanju Ebenau, općeobrazovne više škole sa zanatskim obrazovanjem za stolarski i bravarski zanat i radio-mehaniku/elektroniku i
- gimnazije s pojačanom nastavom stranih jezika.

Postoje i općeobrazovne više škole s internatom.

### Zanatske škole
U ovim školama šegrti stječu teoretska znanja kroz stučnu nastavu s praktičnom obukom. Stručno-teoretska nastava i nastava pogonske ekonomije odvijaju se u dvije skupine uspješnosti. Škola se pohađa ili jednom tjedno ili u obliku nastavnog tečaja od osam tjedana, tijekom svake školske godine. Preduvjet za upis u zanatsku školu je sigurno mjesto šegrta u nekoj tvrtki, u kojoj će učenik odrađivati praktičnu obuku. Status učenika (šegrta) je sličan statusu radnika zaposlenog u tvrtci, te su njegovo radno vrijeme, prava i obveze regulirani posebnim zakonom.
Učenik u tijeku školovanja dobiva novčanu nadoknadu, čiji iznos ovisi o školskoj godini i vrste zanata kojeg učenik pohađa. Iznos naknade reguliran je kolektivnim ugovorom privredne grane.

### Srednje stručne škole
Obrazovanje u srednjim stručnim školama traje od 1 do 4 godine. Uvjet upisa je završen 8. školski stupanj. Za učenike s lošim uspjehom iz glavnih predmeta, obvezan je prijemni ispit. Ispita su oslobođeni učenici koji završe 9. školski stupanj, politehničku školu, osim ako to nije škola s posebnim zahtjevima na području športa i umjetnosti.
Učenici koji završe ove škole imaju pristup zanatima. Različitim dopunskim kursevima moguć je pristup ispitu zrelosti i diplomskom ispitu, kao i stručnom ispitu zrelosti.
Neke od srednjih stručnih škola su:
- tehničke, zanatske i umjetničko-zanatske stručne škole, s trajanjem od 4 godine
- trgovačka škola, 3 godine
- stručna škola za privredna zanimanja, 3 godine
- škole za gospodarenje u domaćinstvu, 2 godine
- stručna škola za modni dizajn i tehniku odjevanja, 1 ili 2 godine
- stručna hotelijerska škola, stručna škola za turizam, 3 godine
- stručne škole za socijalna zanimanja, 2 ili 3 godine
- stručne poljoprivredne i šumarske škole, 2 do 4 godine
- škole za zdravstvenu zaštitu i njegu bolesnika.

### Više stručne škole
Više stručne škole traju 5 godina i daju viši nivo stučnog obrazovanja. Završavaju ispitom zrelosti i diplomskim ispitom, što je uvjet za studij i zaposlenje u javnoj službi. Ovisno o obrazovanju moguć je pristup raznim obrtima. Apsolventi nekih od viših škola, nakon dvogodišnje djelatnosti u struci, stiču pravo da obavljaju zanatsku djelatnost, bez polaganja majstorskog ispita, a nakon tri godine prakse u struci stiču pravo na zvanje "inženjera".
Uvjeti prijema su završen 8. ili 9. stupanj i po potrebi položen prijemni ispit. 
Najvažnije više stručne škole su:
- više tehničke i zanatske obrazovne ustanove
- viša obrazovna ustanova za modu i tehniku odjevanja i viša obrazovna ustanova za modni dizajn i oblikovanje proizvoda
- viša obrazovna ustanova za turizam
- trgovačka akademija
- viša obrazovna ustanova za privredna zvanja
- više poljoprivredne i šumarske obrazovne ustanove

## Nastava religije
Država se, na osnovu konkordata s Vatikanom iz 1933. godine i Ustavom zagarantirane jednakosti, ne smije miješati u resor nastave religije. Postavljanje nastavnog osoblja i obrazovanje istog, te donošenje planova su zadaci religijskih zajednica, koje od države dobivaju pomoć. Nastava religije je obvezna za učenike koji pripadaju jednoj od priznatih religijskih zajednica u Austriji. Djeca, odlukom roditelja, mogu biti i odjavljena. Osim rimokatoličke, evangelističke i islamske, nudi se i održava nastava religije za djecu pravoslavne, judaističke i budističke vjeroispovijesti.

## Nastava materinskog jezika
U Austriji pohađaju školu djeca i mladi iz preko 160 zemalja svijeta. Više od 10% učenika s roditeljima kod kuće govori isključivo ili djelomice neki drugi jezik osim njemačkog. Zato se za učenike, čiji su roditelji ili oni sami stranci, oganizira nastava materinskog jezika. Nastavu nudi Ministarstvo školstva, a prisustvo nastavi je dobrovoljno. Najveći broj učenika, koji za materinski imaju neki drugi jezik, govori turskim, zatim bošnjačkim, hrvatskim, srpskim, albanskim i rumunjskim jezikom. Nastava se nudi u obveznim školama, a u većim gradovima i na nivou srednjih škola. U školskoj 2006/07. godini iz bečkih škola su izašli prvi učenici koji su maturirali na materinskom, turskom jeziku.
Nastava materinskog jezika se obično nudi u popodnevnim satima, s trajanjem od najmanje dva školska sata tjedno. Sudjelovanje na nastavi se bilježi u učeničkim svjedodžbama potvrdom o prisustvu ili ocjenom. 
Često nastavnici koji izvode ovu nastavu često prepušteni vlastitoj maštovitosti, jer su materijali koje osigurava Ministarstvo često zastarjeli i nedovoljni. Pomoć matičnih država kroz veleposlanstva i konzularna predstavništva je zanemariva.
Zanimanje roditelja i učenika, kojima je nastava namijenjena se kreće od pasivnosti do velike zazanimanosti. Značajan broj je onih koji ponudu prihvaćaju, svjesni značaja i prednosti poznavanja drugih, pa i "malih" jezika.

## Integrativna nastava
Integrativna nastava i odgoj namijenjeni su djeci koja imaju poteškoće u učenju, zbog tjelesnih ili duševnih razloga. U jednom razredu, uz učenike koji ga pohađaju je nekoliko učenika koji zahtijevaju posebnu pomoć. U integracijskim razredima su najčešće dvije nastavnice, od kojih je jedna školovana za rad s djecom koja imaju teškoće. Ona izrađuje individualne planove za svakog takvog učenika i prati njegov rad i razvoj. Djeca s potrebom posebnog pedagoškog poticanja mogu integrativno biti uključena u nastavu u nižoj i višoj osnovnoj školi, kao i na nižem stupnju općeobrazovnih viših škola. Nastoji se da što više učenika s poteškoćama obuhvati ovakvim načinom nastave i svakom djetetu osigura uvjete za svestran razvoj.